# Jan Freyman
Jan Freyman (ur. 22 października 1900 w Bachmaczu, zm. 29 września 1970 w Vancouver) – polski inżynier-leśnik, działacz społeczny, polityk, poseł na Sejm w II RP.

## Życiorys
Ukończył Gimnazjum im. ks. J. Poniatowskego (matura w 1922 roku) i studia na SGGW w Warszawie, uzyskując dyplom inżyniera-leśnika w 1930 roku. Uzupełnił studia w Instytucie Nauki Organizacji Pracy. Odbył praktykę w dyrekcji warszawskiej lasów państwowych (w 1922 roku) i w zakładach przemysłu drzewnego w Danii w 1925 roku.
Do 1914 roku mieszkał i uczył się w Kiszyniowie i Łodzi, na początku I wojny światowej mieszkał w rodzinnym majątku Swida. W latach 1917–1919 należał do POW na Ukrainie i w Besarabii oraz do Drużyny Harcerskiej im. T. Kościuszki w Kiszyniowie. W 1919 roku dotarł (przez Bukareszt i Budapeszt) do Krakowa (gdzie działał w VI Drużynie Harcerskiej), a następnie Warszawy (działał w XIV i XX Drużynie Harcerskiej). W czasie wojny polsko-bolszewickiej w latach 1920–1921 walczył ochotniczo w 205 pułku piechoty i 2 pułku ułanów Grochowskich. Był ranny w czasie bitwy pod Miastkowem i został zwolniony do rezerwy jako uczeń-żołnierz 21 pułku piechoty. W 1929 roku dostał awans na stopień podporucznika rezerwy WP. 
Podczas studiów pracował w harcerstwie i organizacjach szkolno-akademickich m.in. był: wiceprezesem Akademickiego Koła Pracy Naukowej SGGW, członkiem Kuratorium Ognisk Akademickich dla Polaków z Rusi, prezesem Ogniska Akademickiego PCK i wiceprezesem Towarzystwa Przyjaciół Dzieci Ulicy, dyrektorem 4 burs: w PCK (dla ucznia-żołnierza), w Polsko-Amerykańskim Komitecie Pomocy Dzieciom (dla młodzieży z kresów), w Centralnym Związku Osadników i Polskim Towarzystwie Emigracyjnym. W latach 1930–1935 pracował w Sekretariacie Generalnym BBWR (gdzie był radcą ds. leśnych). Od 1933 roku był członkiem Warszawskiego Klubu Społeczno-Ekonomicznego. Był współtwórcą i wiceprezesem Wydziału Wykonawczego Organizacji Młodzieży Pracującej i członkiem zarządu Instytutu Szerzenia Praktycznej Wiedzy Przemysłowej.
W 1935 roku został wybrany 90 598 głosami z listy państwowej w okręgu nr 55 obejmującym powiaty: piński, łuniniecki i stoliński. Kandydowanie z okręgu, z którego nie pochodził, wzbudziło lokalne kontrowersje.
W IV kadencji pracował w komisji budżetowej (w której był zastępcą członka od grudnia 1936 roku), oświatowej i rolnej. W czerwcu 1938 roku został wybrany do specjalnej komisji ds. aprowizacji.
Podczas II wojny światowej walczył w stopniu porucznika w II Korpusie PSZ. Po wojnie pozostał na uchodźstwie w Kanadzie.

## Życie prywatne
Był synem Aleksandra (właściciela majątku Swida w guberni kijowskiej) i Olgi z domu Kwaśnickiej.
Ożenił się z Haliną Kotowską.
Jego brat Marcin Stanisław, major WP, odznaczony Orderem Virtuti Militari, Krzyżem Niepodległości i Krzyżem Walecznych, został zamordowany przez Rosjan w 1940 roku w Charkowie.

## Ordery i odznaczenia
- Złoty Krzyż Zasługi (10 listopada 1933)[5]
- Medal Niepodległości (16 marca 1937)[6]